# درة نقدي (درة صيدي)
درة نقدي (بالفارسية: دره نقدی) هي مستوطنة تقع في إيران في قسم درة صیدي الريفي. يقدر عدد سكانها بـ 121 نسمة .